# Nahoko Uehashi
Nahoko Uehashi (上橋 菜穂子 Uehashi Nahoko?), född den 15 juli 1962 i Tokyo, är en japansk socialantropolog och fantasy-författare.

## Bedrifter

### Akademiska
Uehashis forskarkarriär inleddes med en PhD med fokus på Yamatji, infödda australiensare. Hon har nu en universitetslektorstjänst i socialantropologi (särskilt Aboriginerna i Australien) vid universitetet Kawamura Gakuen Women's University i Toshima, Tokyo.
Utöver vetenskapliga artiklar har Uehashi bara skrivit en bok som kulturantropolog - om aboriginer som stadsbor tillsammans med de vithyade australierna.

### Författarkarriär
Uehashi är även en uppskattad japansk författare av främst fantasyböcker för ungdomar, för vilket hon har vunnit flera utmärkelser. Hennes debut som författare skedde 1989 med en fristående roman, som följdes av ytterligare två. Hon är en produktiv författare och har därefter hittills (2014) skrivit två romanserier, ur vilka den senastes två första nummer, de enda till svenska  översatta, är 
- Besttjusaren I: Stridsormarna, Ordbilder Media, (2009)
- Besttjusaren II: Kungsbestarna, Ordbilder Media, (2011)

Enligt IBBY:s jury med María Jesús Gil från Spanien som ordförande, berättar "Uehashi historier som är överfyllda med fantasi, kultur med den sofistikerade processen och formens skönhet. Hennes litterära ämnen baseras på forntida japansk mytologi och science-fiction fantasy som är djupt rotade i mänsklig verklighet." Detta tillkännagivande kom sent i mars, och priset avses presenteras den 10 september vid International Board on Books for Young People:s biennala konferens i Mexico City.